# Guindrecourt-aux-Ormes
Guindrecourt-aux-Ormes is een gemeente in het Franse departement Haute-Marne (regio Grand Est) en telt 77 inwoners (2009). De plaats maakt deel uit van het arrondissement Saint-Dizier.

## Geografie
De oppervlakte van Guindrecourt-aux-Ormes bedraagt 8,8 km², de bevolkingsdichtheid is dus 8,8 inwoners per km².
De onderstaande kaart toont de ligging van Guindrecourt-aux-Ormes met de belangrijkste infrastructuur en aangrenzende gemeenten.

## Demografie
Onderstaande figuur toont het verloop van het inwonertal (bron: INSEE-tellingen).